# 本傑明·H·巴頓
本傑明·H·巴頓（英語：Benjamin H. Barton）是一位美國法律學者，現任田納西大學的海倫與查爾斯·洛克特傑出法學教授。他於1991年以優異成績畢業於哈佛大學，並於1996年獲得密西根大學法學院的法學博士學位。他的研究成果曾被《今日美國》、《時代》雜誌和《ABA 雜誌》專題報導。